# Julieta (film)
Julieta is een Spaanse film uit 2016, geschreven en geregisseerd door Pedro Almodóvar, gebaseerd op drie korte verhalen (Chance, Soon en Silence) uit het boek Runaway (Stilte) van Alice Munro. De film ging op 8 april in première in Spanje en werd geselecteerd voor het filmfestival van Cannes in de competitie voor de Gouden Palm.

## Verhaal
Julieta woont in Madrid en heeft net haar man Xoan verloren. Haar dochter Antía loopt op achttienjarige leeftijd weg van huis zonder een woord achter te laten. Julieta doet er alles aan om haar te vinden maar ze komt erachter dat ze maar weinig weet over haar dochter.

## Rolverdeling
| Acteur            | Personage        |
| ----------------- | ---------------- |
| Emma Suárez       | Julieta          |
| Adriana Ugarte    | De jonge Julieta |
| Daniel Grao       | Xoan             |
| Inma Cuesta       | Ava              |
| Darío Grandinetti | Lorenzo          |
| Rossy de Palma    | Marian           |
| Michelle Jenner   | Bea              |

## Productie
De film werd geselecteerd als Spaanse inzending voor de beste niet-Engelstalige film voor de 89ste Oscaruitreiking.